# Badmínton

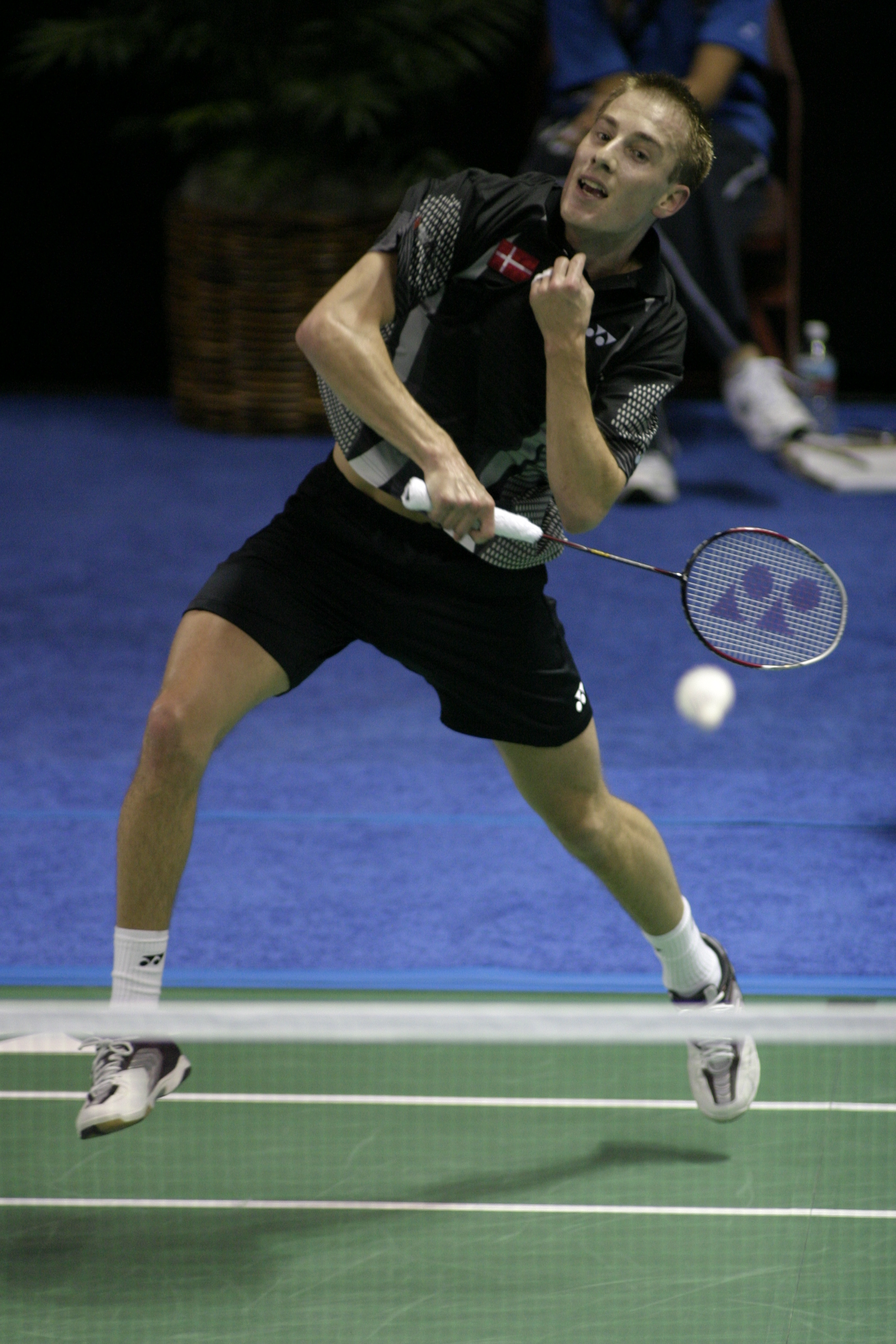
O jogador dinamarquês de badmínton Peter Gade

Badmínton (do inglês, badminton) é um desporto individual ou de pares, semelhante ao ténis e ao volei de praia, praticado com raquete e um volante ou pena que deve passar por cima de uma rede. O plural de badmínton é badmíntones e o jogador de badmínton se chama badmintonista.

## História

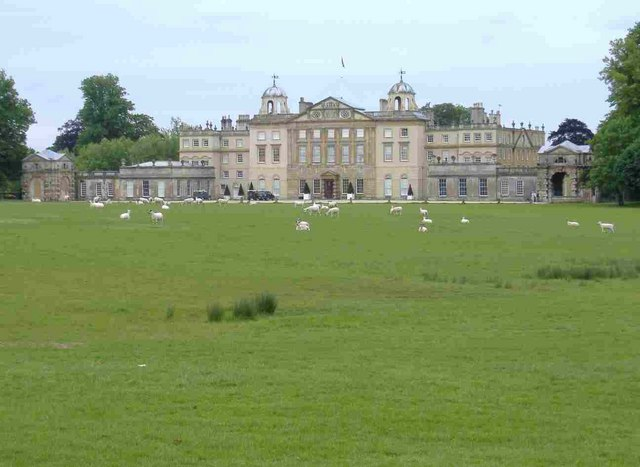
Badminton House, em Inglaterra

Jogos de volante ou pena praticam-se há muitos séculos em toda a Europa e Ásia, mas o moderno jogo de badmínton foi desenvolvido em meados do século XIX entre os britânicos como uma variante do jogo anterior do battledore e "peteca". Battledore era um termo antigo para raqueta. A origem exata deste desporto permanece obscura.
O nome deriva de Badminton House, nome da casa de campo do Duque de Beaufort, situada no condado Gloucestershire, onde o jogo teria sido praticado pela primeira vez na Inglaterra. Já em 1860, um negociante de brinquedos de Londres, chamado Isaac Spratt, publicou um livrinho intitulado Badminton Battledore - A New Game, mas infelizmente nenhuma cópia sobreviveu. Um artigo de 1863 na revista The Cornhill descreve o badmínton como "battledore e peteca que se joga de dois lados de um campo através de uma corda suspensa a cerca de cinco pés do chão".
O jogo pode ter-se originalmente desenvolvido entre os agentes expatriados na Índia britânica, onde era muito popular na década de 1870. O "Badmintonbol", uma forma de jogo jogado com uma bola de lã em vez de um volante, jogava-se em Thanjavur no início dos anos 1850 e por esta altura os britânicos praticavam-no em alternância com o seu badmínton porque preferiam a bola de lã no tempo ventoso ou molhado.
Logo no início, o jogo também era conhecido como Poona ou Poonah após a cidade guarnição de Pune, onde era particularmente popular e onde as primeiras regras para o jogo foram elaborados em 1873. Em 1875, os agentes regressaram e fundaram um clube de badmínton em Folkstone. Inicialmente, o esporte foi jogado com 1-4 jogadores de cada lado do campo, mas foi rapidamente estabelecido que os jogos entre dois ou quatro concorrentes funcionavam melhor. Os volantes foram revestidos com borracha da Índia e, em jogo ao ar livre, às vezes ponderados com chumbo. Embora a altura da rede não tenha sido considerada muito importante foi preferido que ela deve atingir o chão.
O esporte foi jogado sob as regras Pune até 1887, quando o JHE Hart do Bath Badminton Clube elaborou regulamentos revisados. Em 1890, Hart e Bagnel Wild novamente revisaram as regras. A Associação de Badmínton da Inglaterra publicou estes regras em 1893 e foi lançado oficialmente o esporte em uma casa chamada "Dunbar". Em Portsmouth, em 13 de setembro, a BAE começou a primeira competição de badmínton, os "All England Open Badminton Championships", para duplas de cavalheiros, duplas de senhoras, e duplas mistas, em 1899. Competições de singulares foram adicionadas em 1900 e um jogo Inglaterra - Irlanda foi realizado em 1904.
A International Badminton Federation foi criada em 1934.
Inglaterra, Escócia, País de Gales, Canadá, Dinamarca, França, Irlanda, Holanda e Nova Zelândia foram os membros fundadores da Federação Internacional de Badmínton em 1934, agora conhecido como Federação Internacional de Badmínton. A Índia juntou-se como uma filial em 1936. O BWF agora governa badmínton internacional. Embora iniciada na Inglaterra, badmínton dos homens competitivos tem sido tradicionalmente dominado na Europa pela Dinamarca. Em todo o mundo, as nações asiáticas se tornaram dominantes na competição internacional. China , Dinamarca , Índia , Indonésia , Malásia e Coreia do Sul são as nações que têm produzido consistentemente jogadores de classe mundial nas últimas décadas, com a China sendo a maior força em homens e competição das mulheres recentemente.

## Regras

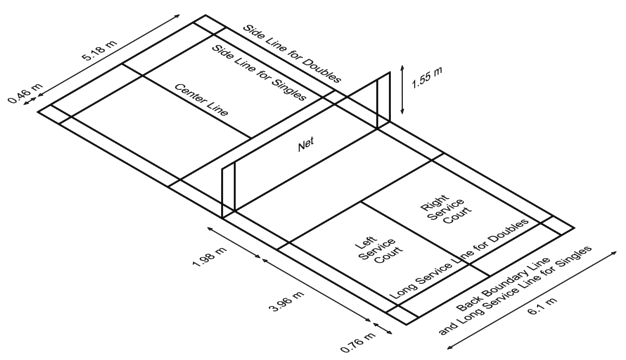
Campo de badmínton — medidas oficiais

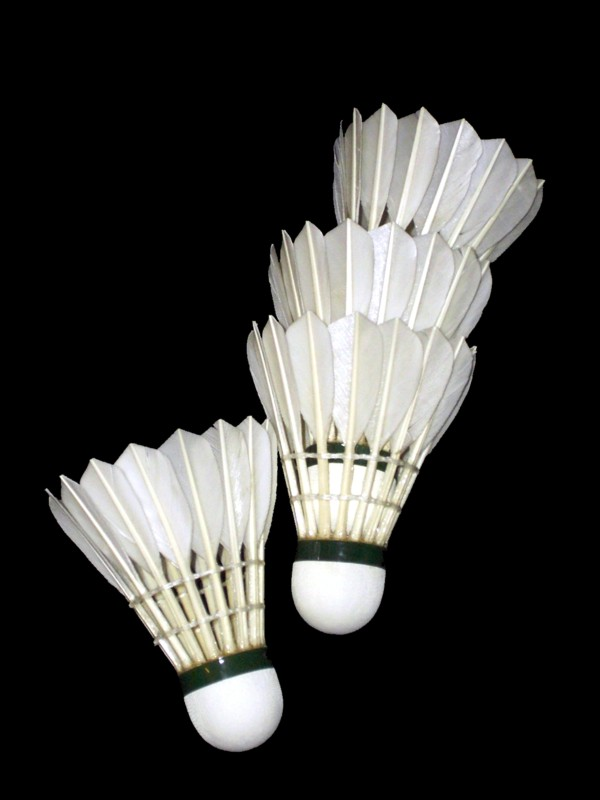
Volantes oficiais — pena de ganso

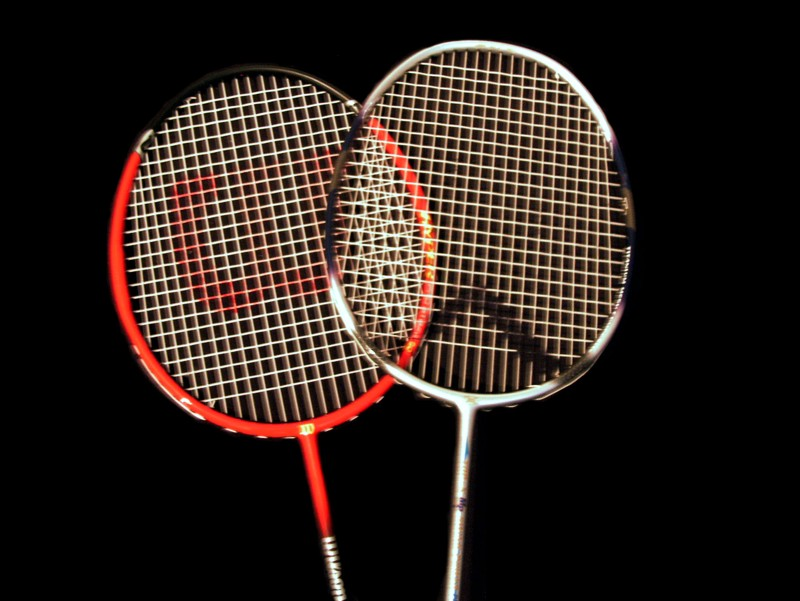
Raquetas

O volante oficial de badmínton tem 16 penas de ganso, que pesam 6 gramas.O objetivo do jogo é fazer o volante tocar no campo adversário. Dessa forma o atleta ou dupla marcam um ponto no marcador. Aquele que deixar o volante cair dentro do seu lado do campo ou projetar o volante para fora do campo perde a jogada. Os pontos são corridos e para finalizar o jogo é necessário ter uma diferença de 2 pontos sobre o adversário. O primeiro jogador a atingir 21 pontos ganha o jogo. O jogo pode chegar, no máximo, aos 30 pontos. Caso os jogadores empatem em 29 a 29, o jogo termina com o famosos pontos dourados, terminando nos 30 pontos.
O jogo tem duração máxima de 3 parciais, o famoso melhor de três. Existe um intervalo de 2 minutos entre os parciais e um intervalo de 1 minuto quando alcançados os primeiros 11 pontos de um jogador. Ganha o jogo quem vencer 2 parciais.
A modalidade é muito popular em países asiáticos, como Paquistão, Índia, China, Indonésia, Tailândia, Malásia e Japão, explicando assim o segundo lugar na tabela dos desportos mais praticados no mundo. Também conta com praticantes na Europa, na América do Norte, na América Central e na América do Sul. Países como Estados Unidos, México, Canadá, Peru, Portugal e Brasil também estão entre os que praticam badmínton.
O badmínton é um jogo de raqueta, que pode ser praticado em singulares ou em pares, sendo disputado num campo por dois ou quatro jogadores, respectivamente. O campo é dividido em duas áreas iguais por uma rede e os jogadores utilizam raqueta para bater o volante entre as duas partes, por cima da rede. O objectivo do jogo é fazer passar o volante por cima da rede respeitando as regras do jogo, fazendo-o tocar no campo do adversário - acção ofensiva - e impedir que o volante toque no seu próprio campo - acção defensiva. O jogo é dirigido por treze árbitros, sendo um o Árbitro Geral, um Árbitro Principal, um Árbitro de serviço e dez juízes de linha. O campo de jogo de badmínton deve ter de comprimento 13,40 metros e deve ter de largura 5,18 metros (jogos singulares) e 6,10 metros (jogos de pares).
Campo de Badmínton: 1-Linha lateral pares; 2-Linha lateral singulares; 3-Linha central; 4-Linha serviço curto; 5-Linha serviço longo pares; 6-Linha serviço longo singulares; 7-Rede

### Raquete

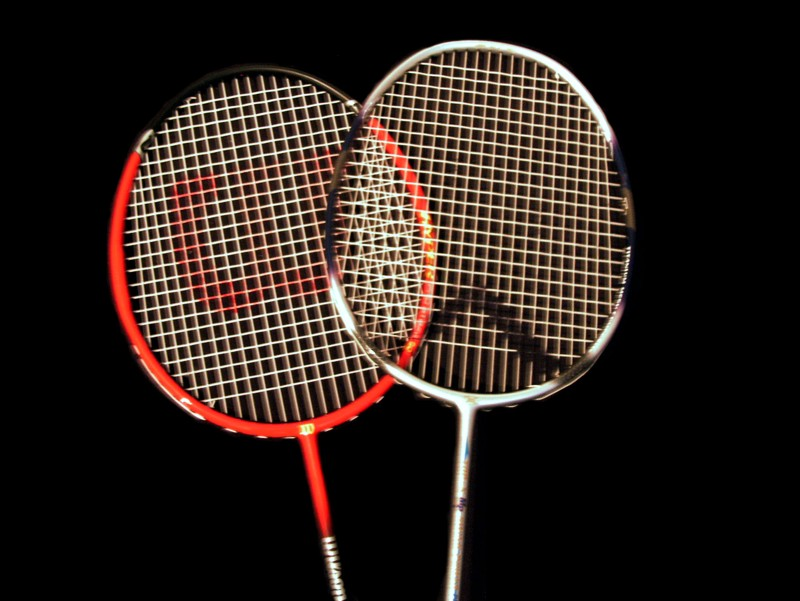
Duas raquetes de badmínton

Uma raquete de badmínton é um equipamento desportivo básico para a prática do badmínton. As raquetes de badmínton são leves e menores que as raquetes de ténis.

## Regulamento

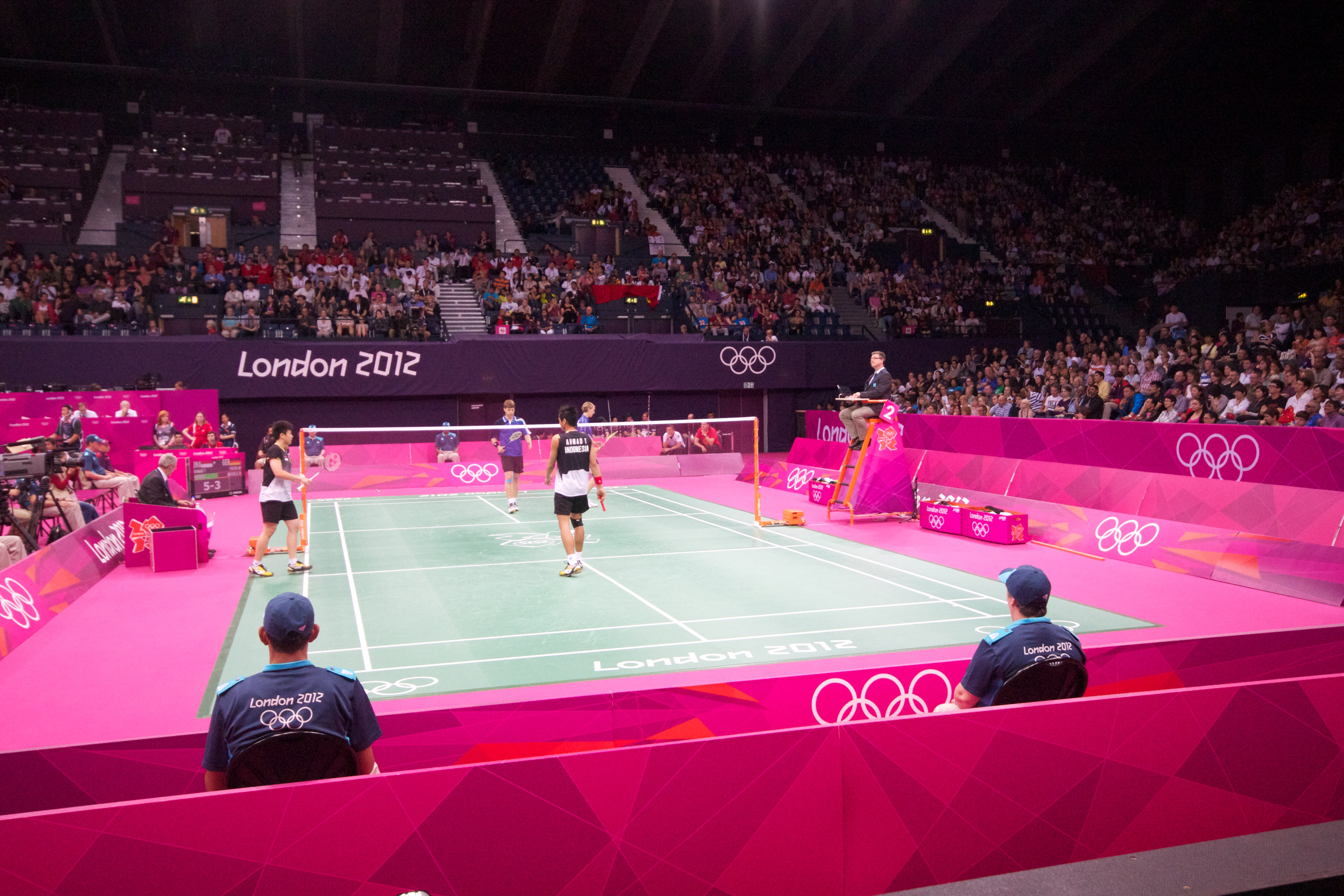
Badmínton nos Jogos Olímpicos de 2012

Início e recomeço do jogo: Antes do início do jogo, o árbitro realiza o sorteio entre os adversários. O vencedor pode escolher entre o serviço ou o campo. Após o apito do árbitro, a equipa que escolheu ou que ficou com o serviço inicia o jogo.
Jogadores: O jogo é disputado por um jogador de cada lado, no caso de singulares, e por dois jogadores de cada lado, no caso de pares. Quando um dos lados chegar a 11 pontos há sempre um intervalo de 1 minuto. Entre cada jogo é permitido um intervalo de 3 minutos.
Pontuação: Um jogo é disputado à melhor de 3 parciais de 21 pontos, com pontos em todas as jogadas. Se a pontuação for 20-20 o set será ganho pelo jogador ou par que primeiro consiga uma vantagem de dois pontos. Se a pontuação for de 29-29, o parcial será ganho pelo jogador ou par que ganhar o ponto seguinte. Num serviço correcto, nenhum dos lados deverá causar um atraso indevido na execução do serviço; tanto o servidor como o recebedor deverão encontrar-se dentro das áreas de serviço diagonalmente opostas, sem pisar as linhas-limite. Uma parte de ambos os pés do servidor e recebedor deve permanecer em contacto com a superfície do campo, numa posição estacionária, até que o serviço seja executado. A raqueta da dupla deverá contactar, inicialmente, a base do volante enquanto toda a cabeça da raquete estiver posicionada abaixo do nível da cintura do servidor.

## Tipos de serviços

### Serviço curto
Serviço que é feito com a intenção de lançar o volante para perto da rede e que é feito com menos intensidade.
- Colocar o pé esquerdo à frente (Jogador destro), colocar o pé direito à frente (Jogador esquerdino);
- Apoiar ligeiramente o peso do corpo sobre o pé da retaguarda;
- Segurar o volante pela cabeça entre o polegar e o indicador;
- Bater o volante com movimento contínuo da raqueta;
- Bloquear o pulso no final do batimento;
- Dar ao volante uma trajetória baixa e tensa de forma a passar junto à rede e a cair dentro da área de serviço diagonalmente oposta perto da linha mais próxima da rede.

### Serviço longo
Serviço usado quando o jogador pretende lançar o volante para mais longe da rede.
- Colocar o pé esquerdo à frente (Jogador destro), colocar o pé direito à frente (Jogador esquerdino)
- Apoiar ligeiramente o peso do corpo sobre o pé da retaguarda
- Segurar o volante pela cabeça entre o polegar e o indicador
- Acelerar o movimento de trás para a frente e de baixo para cima, batendo o volante com um movimento de chicotada.
- Dar uma trajetória ao volante alta e profunda de modo que este caia perto da linha final do campo adversário, dentro da área de serviço diagonalmente oposta.

## Tipos de golpes
Lob
Tipo de jogada em que a receção é feita por baixo.
Clear
Tipo de jogada em que a receção é feita por cima.
Smash ou Amorti
Tipo de jogada que é feita em modo de rebater as outras jogadas em forma de "esmagada"
Drive de esquerda / direita
Tipo de jogada em que a receção é feita pela esquerda / direita.